# Моріс Монне-Бутон
Моріс Монне-Бутон (фр. Maurice Monney-Bouton, 24 лютого 1892 — 15 червня 1965) — французький академічний веслувальник.
Срібний призер Олімпійських Ігор 1920 (розпашні двійки зі стерновим), 1924 (розпашні двійки без стернового) років.
Чемпіон Європи 1913, 1920 років у складі розпашної двійки зі стерновим.